# 意東村
意東村（いとうむら）は、島根県八束郡にあった村。現在の松江市東出雲町下意東・上意東、安来市西荒島町にあたる。

## 地理
- 湖沼：中海[1]
- 河川：意宇川[1]

## 歴史
- 1889年（明治22年）4月1日、町村制の施行により、意宇郡下意東村、上意東村が合併して村制施行し、意東村が発足[1][2]。
- 1896年（明治29年）4月1日、郡の統合により八束郡に所属[2]。
  - 同年、意東村農会設立[1]。
- 1933年（昭和8年）保証責任意東村信用購買利用組合設立[1]。
- 1925年（大正14年）意東村漁業組合設立[1]。
- 1942年（昭和17年）森林組合設立[1]。
- 1948年（昭和23年）6月15日、大字下意東の一部を能義郡荒島村に編入[2]。
  - 同年、意東村農業協同組合設立[1]。
- 1954年（昭和29年）4月1日、八束郡揖屋町、出雲郷村と合併して東出雲町を新設し廃止[1][2]。

## 産業
- 農業、漁業、用材、瓦[1]